# Nur (Buchstabe)

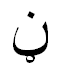
Der Buchstabe in isolierter Form

Nur (paschtunisch نوڼ nūṇ) ist ein arabischer Buchstabe, der Bestandteil des erweiterten arabischen Alphabetes der paschtunischen Sprache ist. Er ist abgeleitet vom arabischen Buchstaben Nun (ن) durch die Hinzufügung eines kleinen Kreises, des sogenannten Pandak, und wird ausschließlich in der paschtunischen Schrift verwendet.
Der Lautwert in Paschtu ist ein stimmhafter retroflexer Nasal (IPA: [ɳ]). Das Nur gehört neben Tte (ټ), Ddal (ډ) und Rre (ړ) zu den die retroflexen Laute repräsentierenden Buchstaben der paschtunischen Schrift. Diese Phoneme kommen im Arabischen nicht vor, so dass die Buchstaben dem ursprünglichen arabischen Alphabet hinzugefügt wurden. Bis auf das retroflexe Nasal existieren diese Phoneme in verwandter Form auch im Urdu, das ebenfalls eine modifizierte arabische Schrift benutzt. Dort wird der retroflexe Artikulationsort allerdings nicht durch das Pandak, sondern durch ein hochgestelltes kleines Ṭa (ط) angezeigt.
Der Buchstabe ist erst seit der Orthographiereform in Afghanistan im Jahr 1936 Bestandteil des paschtunischen Alphabets. Bis dahin wurde der stimmhafte retroflexe Nasal im Paschtunischen nicht durch einen eigenen Buchstaben, sondern durch den Digraph نړ repräsentiert.
| Unicode Codepoint | U+06BC                       |
| Unicode-Name      | Arabic letter noon with ring |
| HTML              | &#1724;                      |